# Северная Ютландия
Северная Ютландия (дат. Nordjylland) — административная область в Дании, созданная 1 января 2007 в рамках муниципальной реформы 2007 года, по которой традиционные административные единицы амты были заменены пятью крупными областями. В то же время маленькие муниципалитеты были объединены в бо́льшие по размеру административные единицы. Область включает 11 муниципалитетов (коммун).
Расположена в северной части полуострова Ютландия. Включает части бывших амтов Виборг и Орхус (западная половина муниципалитета Мариагер).

## Муниципалитеты
- Брённерслев (Brønderslev)
- Вестиммерланн (Vesthimmerland)
- Йёрринг (Hjørring)
- Лесё (Læsø)
- Мариагер-фьорд (Mariagerfjord)
- Морсё (Morsø)
- Ольборг (Aalborg)
- Ребилль (Rebild)
- Тистед (Thisted)
- Фредериксхавн (Frederikshavn)
- Яммербугт (Jammerbugt)